# Machimus debilis
Machimus debilis là một loài ruồi trong họ Asilidae. Machimus debilis được Becker miêu tả năm 1923. Loài này phân bố ở vùng Cổ Bắc giới.